# Pithea ferruginea
Pithea ferruginea là một loài bướm đêm thuộc phân họ Arctiinae, họ Erebidae.